# فيلما ليونا جاكسون
فيلما ليونا جاكسون (بالإنجليزية: Wilma Leona Jackson) هي ممرضة وضابطة أمريكية، ولدت في 1909 في يونيون في الولايات المتحدة، وتوفيت في 23 مارس 1998 في دايتون في الولايات المتحدة.